# SquashFS
Squashfs（.sfs）是一套供Linux核心使用的GPL開源唯讀壓縮檔案系統。Squashfs能夠為檔案系統內的檔案、inode及目錄結構進行壓縮，並支援最大1024千位元組的块大小，以提供更大的壓縮比。
Squashfs的設計是專門為一般的唯讀檔案系統的使用而設計，它可應用於數據備份，或是系统资源紧张的電腦上使用。最初版本的Squashfs採用 gzip 的數據壓縮。版本 2.6.34 之后的Linux内核增加了对 LZMA 和 LZO 压缩算法的支持，版本 2.6.38 的内核增加了对LZMA2的支持，该算法同时也是xz使用的压缩算法。
Linux 3.19及更新的内核中，Squashfs增加了LZ4压缩支持。
Linux 4.14及更新的内核中，Squashfs增加了Zstandard压缩支持。
版本 2.6.35 之后的内核包含的Squashfs增加了扩展文件属性支持。

## 用途
Squashfs常被用于各Linux发行版的LiveCD中，也用于OpenWrt 和DD-WRT 的路由器固件。Chromecast也是该文件系统的用户。在LiveCD中，Squashfs通常与UnionFS，OverlayFS和aufs等联合挂载文件系统结合使用，以便在LiveCD系统中提供可读写支持。Appimage项目也使用Squashfs作为镜像。

## 外部連結
- SourceForge.net: Squashfs（页面存档备份，存于）
- SquashFS的HOW TO（页面存档备份，存于）
- SUSE 9.2：安裝squashfs（页面存档备份，存于）
- Debian Live